# Jordan Richards
Jordan Benjamin Richards (* 25. September 1993 in Melbourne) ist ein australischer Volleyballspieler.

## Karriere
Richards begann seine Karriere 2006 an der Eltham High School. Ab 2009 wurde er an der Greater Melbourne Volleyball Academy ausgebildet. Mit der Junioren-Nationalmannschaft nahm er an der Weltmeisterschaft in Brasilien teil. In der Saison 2013/14 spielte der Außenangreifer erstmals außerhalb Australiens und gewann mit Landstede Zwolle die niederländische Meisterschaft. Anschließend wechselte er zum Schweizer Verein Volley Schönenwerd. Mit der A-Nationalmannschaft nahm Richards am World Cup 2015 und an der Volleyball-Weltliga 2016 teil. In der Saison 2016/17 spielte er beim italienischen Zweitligisten Pool Libertas Cantù. Nach einer weiteren Weltliga-Teilnahme war er in der Serie A2 bei Videx Grottazzolina aktiv. 2018 nahm er mit Australien an der Weltmeisterschaft teil. Danach wechselte er zu Sporting Lissabon. Mit dem Verein wurde er in der Saison 2018/19 portugiesischer Vizemeister. Anschließend wurde er vom deutsch-österreichischen Bundesligisten Hypo Tirol Alpenvolleys Haching verpflichtet.